# Badra Ali Sangaré
Badra Ali Sangaré (Bingerville, 30 maggio 1986) è un calciatore ivoriano, portiere del Sekhukhune United e della nazionale ivoriana, con la quale ha vinto la Coppa d'Africa nel 2024.

## Carriera

### Club
Sangaré ha iniziato a giocare nel 2004 tra le file del Bingerville, dopo esser passato dalle giovanili dell'Académie J-M Guillou. Nel 2006 si trasferisce in Thailandia dove sigla un contratto con il Chonburi. Passa poi al BEC Tero Sasana per poi andare in Belgio all'Olympic Charleroi. Nel 2009 torna in patria tra le file del Séwé Sports, con cui vince il campionato nel 2012.

### Nazionale
Nel 2008 viene convocato dalla nazionale Under-23 per il Torneo di Tolone. Ottiene la prima convocazione in nazionale maggiore nel 2009, per la partita contro il Malawi, e, successivamente, gioca la sua prima partita con la maglia della nazionale. Nel 2013 viene convocato per partecipare alla Coppa delle Nazioni Africane in Sudafrica.

## Statistiche

### Cronologia presenze e reti in nazionale
| Cronologia completa delle presenze e delle reti in nazionale ― Costa d'Avorio | Cronologia completa delle presenze e delle reti in nazionale ― Costa d'Avorio | Cronologia completa delle presenze e delle reti in nazionale ― Costa d'Avorio | Cronologia completa delle presenze e delle reti in nazionale ― Costa d'Avorio | Cronologia completa delle presenze e delle reti in nazionale ― Costa d'Avorio | Cronologia completa delle presenze e delle reti in nazionale ― Costa d'Avorio | Cronologia completa delle presenze e delle reti in nazionale ― Costa d'Avorio | Cronologia completa delle presenze e delle reti in nazionale ― Costa d'Avorio |
| Data                                                                          | Città                                                                         | In casa                                                                       | Risultato                                                                     | Ospiti                                                                        | Competizione                                                                  | Reti                                                                          | Note                                                                          |
| ----------------------------------------------------------------------------- | ----------------------------------------------------------------------------- | ----------------------------------------------------------------------------- | ----------------------------------------------------------------------------- | ----------------------------------------------------------------------------- | ----------------------------------------------------------------------------- | ----------------------------------------------------------------------------- | ----------------------------------------------------------------------------- |
| 13-6-2009                                                                     | Abidjan                                                                       | Costa d'Avorio                                                                | 2 – 1                                                                         | Camerun                                                                       | Amichevole                                                                    | -1                                                                            | 55’                                                                           |
| 30-11-2014                                                                    | Durban                                                                        | Sudafrica                                                                     | 2 – 0                                                                         | Costa d'Avorio                                                                | Amichevole                                                                    | -1                                                                            | 46’                                                                           |
| 20-1-2016                                                                     | Kigali                                                                        | Marocco                                                                       | 0 – 1                                                                         | Costa d'Avorio                                                                | Campionato delle Nazioni Africane 2016                                        | -                                                                             | 87’                                                                           |
| 12-11-2016                                                                    | Marrakech                                                                     | Marocco                                                                       | 0 – 0                                                                         | Costa d'Avorio                                                                | Qual. Mondiali 2018                                                           | -                                                                             |                                                                               |
| 4-6-2017                                                                      | Rotterdam                                                                     | Paesi Bassi                                                                   | 5 – 0                                                                         | Costa d'Avorio                                                                | Amichevole                                                                    | -5                                                                            |                                                                               |
| 26-3-2019                                                                     | Abidjan                                                                       | Costa d'Avorio                                                                | 1 – 0                                                                         | Libano                                                                        | Qual. Coppa d'Africa 2019                                                     | -                                                                             | 71’                                                                           |
| 7-6-2019                                                                      | Boulogne-sur-Mer                                                              | Costa d'Avorio                                                                | 3 – 1                                                                         | Comore                                                                        | Amichevole                                                                    | -1                                                                            |                                                                               |
| 6-9-2019                                                                      | Caen                                                                          | Costa d'Avorio                                                                | 1 – 2                                                                         | Benin                                                                         | Amichevole                                                                    | -2                                                                            |                                                                               |
| 13-10-2019                                                                    | Amiens                                                                        | Costa d'Avorio                                                                | 3 – 1                                                                         | RD del Congo                                                                  | Amichevole                                                                    | -1                                                                            | 46’                                                                           |
| 5-6-2021                                                                      | Abidjan                                                                       | Costa d'Avorio                                                                | 2 – 1                                                                         | Burkina Faso                                                                  | Amichevole                                                                    | -1                                                                            |                                                                               |
| 12-1-2022                                                                     | Douala                                                                        | Guinea Equatoriale                                                            | 0 – 1                                                                         | Costa d'Avorio                                                                | Coppa d'Africa 2021 - 1º turno                                                | -                                                                             |                                                                               |
| 16-1-2022                                                                     | Douala                                                                        | Costa d'Avorio                                                                | 2 – 2                                                                         | Sierra Leone                                                                  | Coppa d'Africa 2021 - 1º turno                                                | -2                                                                            |                                                                               |
| 20-1-2022                                                                     | Douala                                                                        | Costa d'Avorio                                                                | 3 – 1                                                                         | Algeria                                                                       | Coppa d'Africa 2021 - 1º turno                                                | -1                                                                            |                                                                               |
| 26-1-2022                                                                     | Douala                                                                        | Costa d'Avorio                                                                | 0 – 0 dts (4 – 5 dtr)                                                         | Egitto                                                                        | Coppa d'Africa 2021 - Ottavi di finale                                        | -                                                                             |                                                                               |
| 25-3-2022                                                                     | Marsiglia                                                                     | Francia                                                                       | 2 – 1                                                                         | Costa d'Avorio                                                                | Amichevole                                                                    | -2                                                                            |                                                                               |
| 29-3-2022                                                                     | Londra                                                                        | Inghilterra                                                                   | 3 – 0                                                                         | Costa d'Avorio                                                                | Amichevole                                                                    | -3                                                                            |                                                                               |
| 3-6-2022                                                                      | Yamoussoukro                                                                  | Costa d'Avorio                                                                | 3 – 1                                                                         | Zimbabwe                                                                      | Qual. Coppa d'Africa 2023                                                     | -1                                                                            |                                                                               |
| 9-6-2022                                                                      | Johannesburg                                                                  | Lesotho                                                                       | 0 – 0                                                                         | Costa d'Avorio                                                                | Qual. Coppa d'Africa 2023                                                     | -                                                                             |                                                                               |
| 24-9-2022                                                                     | Le Petit-Quevilly                                                             | Costa d'Avorio                                                                | 2 – 1                                                                         | Togo                                                                          | Amichevole                                                                    | -1                                                                            |                                                                               |
| 27-9-2022                                                                     | Amiens                                                                        | Costa d'Avorio                                                                | 3 – 1                                                                         | Guinea                                                                        | Amichevole                                                                    | -1                                                                            |                                                                               |
| 16-11-2022                                                                    | Marrakech                                                                     | Costa d'Avorio                                                                | 4 – 0                                                                         | Burundi                                                                       | Amichevole                                                                    | -                                                                             |                                                                               |
| 19-11-2022                                                                    | Marrakech                                                                     | Burkina Faso                                                                  | 2 – 1                                                                         | Costa d'Avorio                                                                | Amichevole                                                                    | -                                                                             |                                                                               |
| 24-3-2023                                                                     | Bouaké                                                                        | Costa d'Avorio                                                                | 3 – 1                                                                         | Comore                                                                        | Qual. Coppa d'Africa 2023                                                     | -1                                                                            |                                                                               |
| 6-1-2024                                                                      | San-Pédro                                                                     | Costa d'Avorio                                                                | 5 – 1                                                                         | Sierra Leone                                                                  | Amichevole                                                                    | -1                                                                            | 46’                                                                           |
| 7-6-2025                                                                      | Toronto                                                                       | Nuova Zelanda                                                                 | 1 – 0                                                                         | Costa d'Avorio                                                                | Amichevole                                                                    | -1                                                                            | cap.                                                                          |
| 10-6-2025                                                                     | Toronto                                                                       | Canada                                                                        | 0 – 0 (4 – 5 dtr)                                                             | Costa d'Avorio                                                                | Amichevole                                                                    | -                                                                             | 71’                                                                           |
| Totale                                                                        |                                                                               | Presenze                                                                      | 26                                                                            |                                                                               | Reti                                                                          | -28                                                                           |                                                                               |

## Palmarès

### Club

#### Competizioni nazionali
- Campionato ivoriano: 1

Séwé Sports: 2012

### Nazionale
- Coppa d'Africa: 1

Costa d'Avorio 2023